# (6918) Manaslu
(6918) Manaslu est un astéroïde de la ceinture principale.

## Description
(6918) Manaslu est un astéroïde de la ceinture principale. Il fut découvert le 20 mars 1993 à Nyukasa par Masanori Hirasawa et Shohei Suzuki. Il présente une orbite caractérisée par un demi-grand axe de 2,41 UA, une excentricité de 0,14 et une inclinaison de 1,9° par rapport à l'écliptique.

## Compléments